# Ponte do Guandu
Pour les articles homonymes, voir Guandu.
Le Ponte do Guandu ou, comme on l'appelle aujourd'hui, Pont des Jésuites, était un barrage et pont sur la rivière Guandu situé (aujourd'hui) dans la grande banlieue Ouest de la ville de Rio de Janeiro, dans le quartier de Santa Cruz. Il a été achevé en 1752, dans le but de réguler le volume des eaux de crue et pour faciliter la connexion de l'exploitation agricole de Santa Cruz avec d'autres fermes. C'était un pont-barrage. 
Le pont est aujourd’hui un ‘monument historique’ qui n’a plus aucune fonction hydraulique ou même routière, ayant été doublé par un pont moderne sur la rivière Guandu, qui ne passe d’ailleurs plus sous les arches du pont des Jésuites.  

## Description
Le pont a quatre arches relativement étroites appelées « oculos », sous lesquelles passaient les eaux de la rivière Guandu, que les prêtres et frères jésuites contrôlaient avec l’aide de vannes de bois, les retenant ou libérant selon les besoins. Juste après l'évacuation de l'excès d'eau, du riz était planté dans les champs pour profiter de la fertilité du sol générée par l'humus. Pendant que le riz poussait, les pâturages étaient préparés dans les points les plus hauts et les plus secs, où le bétail était distribué. La ferme de Santa Cruz, à 50 kilomètres de Rio de Janeiro, a atteint 13 000 têtes de bétail réparties dans 22 corrals, tous clôturés.
Sur ses bords supérieurs, le pont est orné de colonnes de granit avec chapiteaux en forme de pommes de pin portugaises. Dans la partie centrale, une pierre commémorative baroque porte le sigle traditionnel des Jésuites ‘IHS’ avec la date de 1752 au-dessus d'une inscription célèbre en latin classique :
IHS - « Jésus, Homme et Sauveur ». Inscription latine : « Flecte genu, tanto sub nomine, flecte viator Hic etiam reflua flectitur amnis aqua ». C'est-à-dire : « Plie le genou sous un si grand nom, voyageur. Ici aussi, la rivière se courbe en remous ».

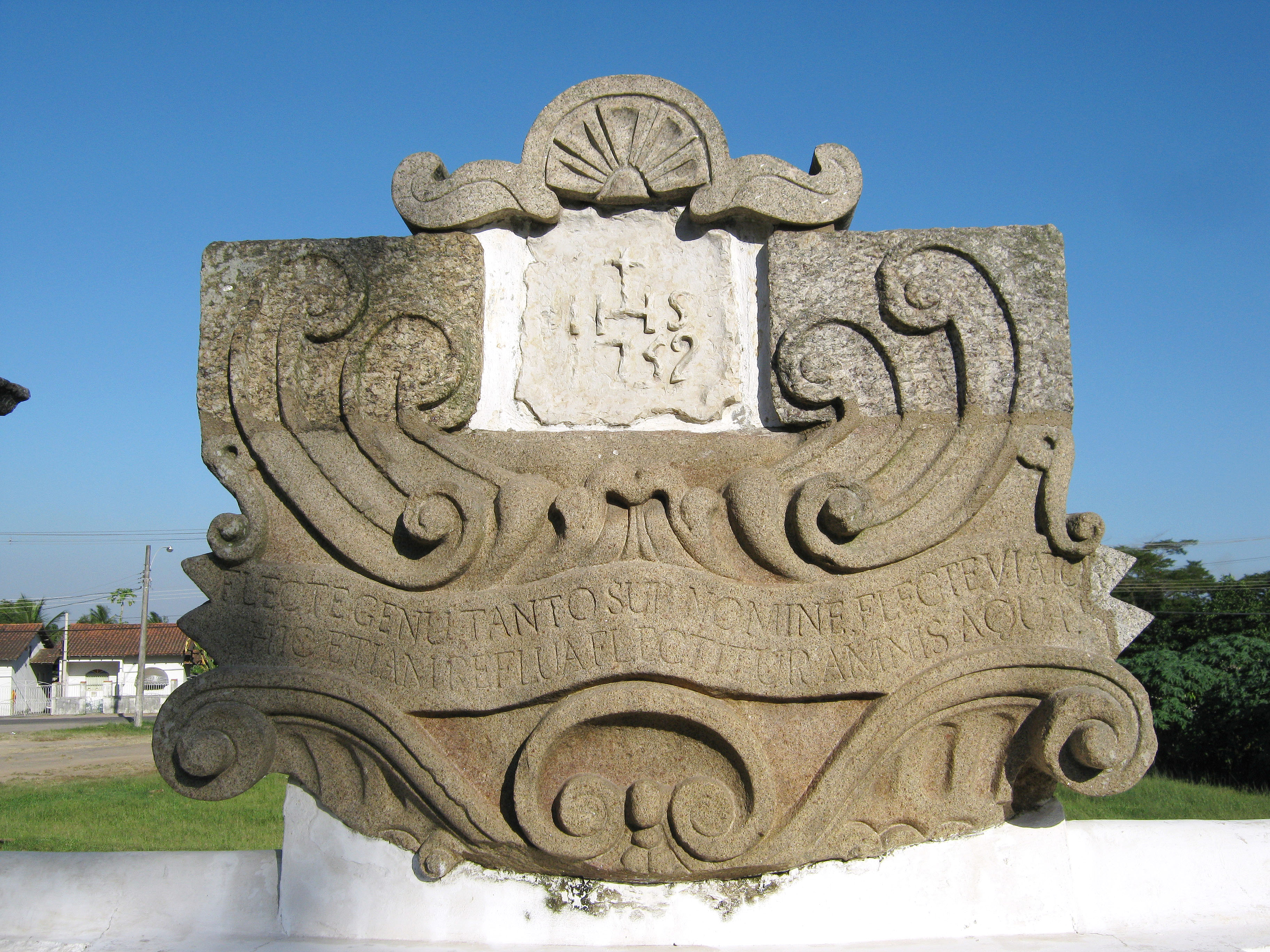
L'inscription sur le pont de Guandu.

## Protection culturelle et historique
Le pont et barrage des Jésuites était un ouvrage majeur dans le domaine de l'ingénierie de l’époque - preuve de la capacité et des connaissances des Jésuites – autant dans le domaine routier que dans celui du développement agricole de la région. Le revenu des fermes servait à financier les missions parmi les aborigènes et l’enseignement dans les collèges.  
Le ‘Ponte do Guandu’ appartient aujourd’hui au patrimoine historique, architectural et artistique du Brésil. Il est de grande importance, étant l'un des premiers sites du Brésil à être recensé, dès 1938, au patrimoine historique du pays.